# Eduardo Polonio
Eduardo Polonio   (Madrid, 5 de gener de 1941 - Valverde del Camino, 25 de desembre de 2024) fou un compositor i intèrpret de música electroacústica espanyol.

## Biografia
Va iniciar estudis d'enginyeria de telecomunicacions que va abandonar posteriorment per centrar-se en la seva formació musical. Va estudiar piano, harmonia, contrapunt i  composició al Reial Conservatori de Música de Madrid, aconseguint el títol de Professor de Composició el 1968.
Va completar la seva formació assistint entre 1966 i 1970 als  Cursos d'Estiu de Música Nova de Darmstadt ( Internationalen Ferienkurse für Neue Musik Darmstadt-INMD, Alemanya on va estudiar instrumentació amb Gunther Becker. El 1969 va rebre una beca de la Fundació Joan March per fer una residència a l'Institut de Psicoacústica i Música Electrònica-IPEM ( Instituut voor Psychoacoustica en Elektronische Muziek) de la Universitat de Gant, a Bèlgica. El 1970, Rabelaisiennes una de les seves primeres obres electroacústiques, per a guitarra preparada, cinta i filtres, va ser seleccionada per al concurs del festival Gaudeamus, d'Amsterdam, Països Baixos.
 
Va formar part del grup Koan en la seva primera etapa (1967-1970), com a compositor i intèrpret. A partir de 1969 va treballar en el Laboratori Alea de Madrid i entre 1970 i 1972 va ser integrant del grup Alea Música Electronica Libre, primera formació espanyola dedicada exclusivament a l'execució de música electroacústica en directe.
El 1976 es va traslladar a Barcelona iniciant la seva col·laboració amb el laboratori Phonos.
El 1983 va fundar, juntament amb Rafael Santamaria, Obert-Art Actual, que el 1983, 1984 i 1985 va organitzar a Barcelona el festival 6 Dies d'Art Actual, dedicat a l'art multimèdia. El 1985 va crear, juntament amb Gabriel Brncic i Claudio Zulian, el grup Multimúsica, també especialitzat en l'execució de música electroacústica en viu.
Ha estat president, entre 1988 i 1994, de l'Associació de Música Electroacústica d'Espanya (AMEE). En l'actualitat és membre de l'Acadèmia Internacional de Música Electroacústica ( Academie Internationale de Musique Eléctroacoustique / International Academy of Electroacoustic Music-AIME-IAEM) de Bourges, França. El 1994 va obtenir el prestigiós títol Magisterium del Gran Premi Internacional de Música Electroacústica ( IMEB) de Bourges.
També és membre de la fundació Àrea de Creació Acústica de Mallorca, presideix l'associació Creació Musical i Noves Tecnologies i dirigeix l'estudi de música electroacústica Diàfan.
Polonio va tenir un paper fonamental en els grups Trivio i Cremunute, així com a donar suport a esdeveniments com Punt de Trobada, Ressò i Noves Propostes Sonores.
Des de 2000 dirigeix el cicle Confluències, art i tecnologia a la vora del mil·lenni, que se celebra a la ciutat de Huelva, organitzat per la Junta d'Andalusia.
Polonio, va participar en els festivals Experimentaclub 02, La Casa Encendida Madrid (2002) i Esperimentaclub 03, La Casa Encendida, Madrid (2003)

## Obra
Eduardo Polonio, un dels pioners de la música electroacústica a Espanya, després de més de quaranta anys de dedicació ha estrenat més d'un centenar d'obres que han estat estrenades a pràcticament tot el món. També ha destacat pel gran nombre de col·laboracions que ha realitzat com coautor amb desenes d'artistes multimèdia, com ara: Eugeni Bonet, Eduardo Magliano, Pau Moneder, Carles Pujol, Toni Rueda, Rafael Santamaría o Santiago Torralba.

## Discografia
- La zona, recopilación de nueva música española (LP, 1988), con obras de Polonio, Macro-massa, Victor Nubla, Orfeón Gagarin, Esplendor Geométrico, Comando Bruno...
- Cultures Electroniques 8: Bourges 1994 Magisteres Et Prix, (doble CD, 1994)
- Alter Músiques Natives, (doble CD, 1995), con obras de Polonio, Macromassa, Avant-Dernières Pensées, La Fura Dels Baus, Gringos, Vagina Dentata Organ...
- Eduardo Polonio: obras electroacústicas 1969-1998 (5 CD): 1969-1985, que incluye las obras Acaricia la mañana, Bload Stations-Syntax Error, Para una pequeña margarita ronca, Oficio; 1976-1985, con las obras Valverde, Cuenca, Flautas, voces, animales..., De fantasía, variaciones bajo fianza..., Espai Sonor; 1986-1991, que incluye Narcissus, Ice Cream, Vida de Máquinas, Errance, Anch'io sono pittore, Diagonal, Comecome rramm rramm; 1991-1993 con  Histoires de Sons, Hoy comemos con Leonardo, ChC; 1993-1998, incluyendo Devil's Dreams, LP, Piedra, USession, A-Roving, Oh Ga-briel, En un eclipse... y Einai.
- Memorias electroacústicas (CD, 1992)